# Jochen Beck
Joachim (Jochen) Beck (* 6. April 1941 in Gotha, Thüringen; † 25. August 2008 in Braunschweig) war ein deutscher Komponist und Musikpädagoge.

## Leben
Er studierte an der Westfälischen Schule für Musik in Münster und an der Folkwang-Hochschule Essen. Als Musikpädagoge arbeitete er an den Musikschulen in Vreden und Wolfsburg.

## Werke
Ein eigenhändiger Werkkatalog liegt nicht vor. Gesichert sind:

### Musik für Tasteninstrumente
- Drei Klavierstücke (1966).
- Klaviermusik (1967).
- Triptychon (1970).
- Klaviermusik II (1971).
- ... für Clavichord (1972).
- Hommage a M. C.P. (1972).

### Kammermusik
- Streichquartett Nr. 1.
- Bläserquintett für Flöte, Oboe, Klarinette in B, Horn in F, Fagott (1966).
- Fünf kleine Stücke für Flöte solo (1968).
- Spiel für zwei Klarinetten (1968).
- Preisungen - Für vierstimmigen gemischten Chor a cappella (1970).
- Trio für Flöte, Klarinette in B und Fagott (1971).
- Geistliche Chormusik (1971).
- Streichquartett (1972).
- Ecce homo - Passionsmusik für Sopran, Sprecher, gemischten Chor und Orgel (1972).
- Divertimento - Musik für kleines Orchester (1972).
- Quartett für Flöte, Violine, Violoncello und Klavier (1973).
- Capriccio für Flöte und Streichorchester (1973).
- Movimento für Violine und Klavier (1973).
- Movimento II für Orgel und Tamtam (1974).
- Aphorismen für Flöte solo (1974).
- Zweites Streichquartett (1974/1975).
- Movimento III für Flöte und Vibraphon (1975).
- Spiel I  für eine Instrumentalgruppe (1975).
- Vibraphonie I (1975).
- Rondino für eine Instrumentalgruppe (1975).
- Pro chordis - Musik für Streichorchester (1976).
- Variationen über ein eigenes Thema - Vier Intermezzi für Altblockflöte solo (1981).
- Inventio für Oboe und Klavier (1979).
- Minikonzert für zwei Violinen, ein Violoncello und drei Gitarren (1981).
- Trio für Bassetthörner (1992).
- Triptychon: Stele, Interludium, Epitaph - für Oboe solo (1987). Erschienen bei: TRIO Bläsermusik Edition, HK-019, München, 1995.
- Partita über den Choral „Christ lag in Todesbanden“ für Oboe solo (1987). Erschienen bei: TRIO Bläsermusik Edition, HK-020, München, 1995.
- Dialog für Oboe und Orgel (Juni 1988).

### Herausgeber
- Zeitgenössische Klaviermusik. Erschienen bei: Möseler Verlag Wolfenbüttel und Zürich, 1972.

| Personendaten    | Personendaten                         |
| ---------------- | ------------------------------------- |
| NAME             | Beck, Jochen                          |
| ALTERNATIVNAMEN  | Beck, Joachim                         |
| KURZBESCHREIBUNG | deutscher Komponist und Musikpädagoge |
| GEBURTSDATUM     | 6. April 1941                         |
| GEBURTSORT       | Gotha, Thüringen                      |
| STERBEDATUM      | 25. August 2008                       |
| STERBEORT        | Braunschweig                          |